# Zbigniew Dybol
Zbigniew Dybol, poljski rokometaš, * 22. februar 1947, Poznań.
Leta 1972 je na poletnih olimpijskih igrah v Münchnu v sestavi poljske rokometne reprezentance osvojil deseto mesto.